# پو (پاندای کونگ‌فوکار)
استاد پینگ شیائو پو (انگلیسی: Master Ping Xiao Po) معروف به پو نام قهرمان اصلی مجموعه پاندای کونگ فوکار است. وی که حدود ۲۰ تا ۲۵ سال سن دارد، در سری اول پاندای کونگ‌فوکار، به شکلی اتفاقی، توسط استاد اوگ‌وی به عنوان جنگجوی اژدها و محافظ درهٔ صلح انتخاب شد.
صداپیشگی این شخصیت را جک بلک بر عهده دارد.

## ویژگی‌ها
پو دوستانه، مهربان، پرانرژی، پرتحرک، خوش‌اخلاق، لکنت ، بی گناه، سرگرم‌کننده دوست، دلسوز، طعنه آمیز، ساده لوح، دوست داشتنی و سرسخت است. گرچه علاقه واقعی پو به کونگ‌فو بود، اما او با افشای آن مایل به ناامید کردن پدرش نبود. علی‌رغم داشتن شخصیتی ملایم و دوستانه، پو همچنین دچار نفس شدید شد و خود را به دلیل عدم چاق بودن باور کرد (اما در واقعیت او یک‌وزن سالم برای گونه‌های خود است) و گونه ای که برای یک سنگر جنگجو شناخته نمی‌شود. وقتی ناراحت می‌شود، معمولاً برای کاهش درد خود غذا می‌خورد.
علاقه اصلی وی به کونگ فو نهفته‌است. او دانش دائره‌المعارفی را نسبت به عشق به جنگجوها، حرکات معروف مبارزات و… دارد. قدردانی عمیق او از هنرهای رزمی به جنبه‌های فلسفی آن گسترش می‌یابد، و این امکان را برای او فراهم می‌آورد تا بعضی اوقات به بینش‌هایی دست پیدا کند که حتی استادان بسیار عمیقی همچون شیفو نمی‌توانند تصور کنند. او با همه دوستانش محبوب بود و همه آنها او را به عنوان یک کودک دوست داشتند. او یک آشپز عالی است، اما دارای رفتارهای وحشتناک نیز است. موضع او در میان این پنج برادر همان موقعیتی است که برادر کوچک دارد: او باعث خجالت همه است اما آنقدر دوست داشتنی است که نمی‌توان از او متنفر بود.